# Georg Heinrich Borowski
Georg Heinrich Borowski (1746-1801) fue un zoólogo, y economista germano.

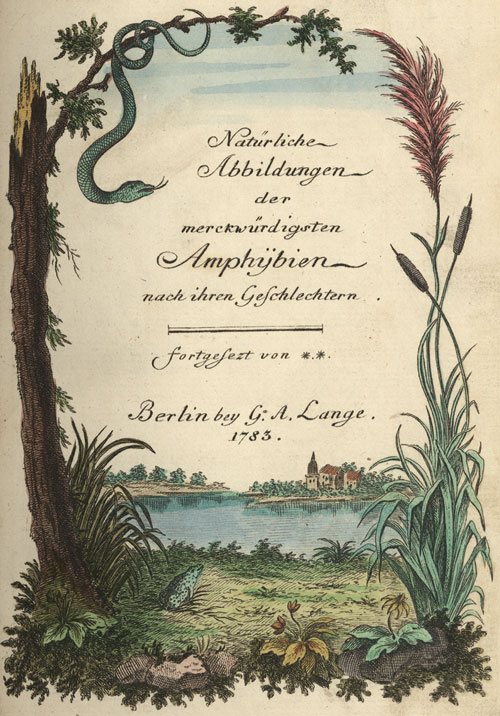
Naturgeschichte des Thierreichs Amphibien (Historia natural de los anfibios del reino animal), 1783

Georg Heinrich Borowski fue profesor en el Departamento de Historia natural y de economía en la Universidad de Viadrina.
En 1781, describío científicamente a la Megaptera novaeangliae, bajo el apelativo de Balaena novaeangliae

## Algunas publicaciones
- georg heinrich Borowski. 1789. Ideal einer praktisch-ökonomischen Landes-Akademie für die preußischen Staaten (Ideal de una academia de estado práctica y económica para los Estados de Prusia)

### Libros
- georg heinrich Borowski. 1805. Abriss des praktischen Cameral- und Finanz-Wesens nach den Grundsätzen, Landes-Verfassungen und Landes-Gesetzen in königlich preussischen Staaten, oder, Preussische Cameral- und Finanz-Praxis (La demolición del sistema Cameral práctico y financiero basado en los principios, las constituciones y las leyes estatales en el Estado Real de Prusia, o, Cameral de Prusia y prácticas financieras). Volumen 1 de Langreo. Número 16227 de Goldsmiths'-Kress library of economic literature. 3° edición de In der Buchhandl. des K. Preuss. Geh. Commerzien-Raths Pauli, 487 pp. texto en línea

- ----------------------------. 1789. Die besten, Ein- und Ausländische Getreidearten, Futtergewächse, Fabrik- Gewürz- Färbe- und Oelpflanzen, in hundert verschiednen Arten: nach ihren Eigenschaften, Cultur, Nuzzen und Gebrauch besonders für Landwirte in Preußischen Landen und benachbarten Gegenden aus eignen Versuchen und ... (Los cereales más simples y los extranjeros, plantas forrajeras, la fabricación de tintura de especias, en centenares de diversos tipos: de acuerdo a sus características, cultivo, y el uso especialmente para los agricultores en las tierras de Prusia y las áreas adyacentes de la propia experiencia y ...). Editor Heße, 48 pp. texto en línea

- ----------------------------, johann friedrich wilhelm Herbst, daniel friedrich Sotzmann (ilus.). 1783. Gemeinnüzzige Naturgeschichte des Thierreichs: darinn die merkwürdigsten und nüzlichsten Thiere in systematischer Ordnung beschrieben und alle Geschlechter in Abbildungen nach der Natur vorgestellet werden (historia natural del reino animal, y en ellos los animales más extraños de interés en un orden sistemático, y todas las familias se describe en las ilustraciones son de naturaleza). Volumen 2. Editor G.A. Lange, 198 pp. texto en línea

- ----------------------------. 1775. Systematische Tabellen über die allgemeine und besondere Naturgeschichte (Tablas sistemática sobre la naturaleza general y específica de la historia natural). Editor Decker, 177 pp. texto en línea

## Abreviatura (zoología)
La abreviatura Borowski  se emplea para indicar a Georg Heinrich Borowski como autoridad en la descripción y taxonomía en zoología.